# Мелцер, Исер Залман
Исер Залман Мелцер (1870, Мир — 1953, Иерусалим) — крупный раввин литовского направления, глава иешивы и галахический авторитет в Белоруссии и в Палестине.

## Биография
Родился в семье раввина Боруха Переца Мельцера. С раннего детства проявил выдающиеся способности и с 10 лет уже занимался с главным раввином городка Мир р. Йом Тов Липманом, а затем в Мирской иешиве. В 1884—1891 годах учился в Воложинской иешиве под руководством р. Нафтали Цви Иехуды Берлина и р. Хаима Соловейчика. По рекомендации главы иешивы женился в 1892 году на Беле Хинде, дочери р. Шраги Файвела Франка, богача из Алексота (предместья города Ковно) и одного из главных спонсоров иешивы рава Исраэля Салантера. После свадьбы приблизился к «старцу из Слободки» (раву Натану Цви Финкелю) и в возрасте 24 лет был назначен главой Слободской иешивы в 1894 году. В 1897 году по поручению рава Финкеля создал новую иешиву слобо́дского типа в Слуцке, где стал во главе иешивы и вскоре после эмиграции в США раввина Слуцка также занял его место. В 1923 году раву Мелцеру пришлось оставить свою должность из-за преследований и многократных арестов советскими властями, и он бежал в Клецк, который тоже был центром изучения Торы и находился на территории свободной Польши. В 1925 году репатриировался в Палестину, где стал во главе иешивы Эц-Хаим и занимал эту должность до своей смерти. Стал одним из учредителей Агудат Исраэль и комитета по делам иешив в Вильнюсе. Поддерживал создание будущего государства Израиль и требовал от руководства Агудат Исраэль реальных действий по заселению Земли Израиля (Эрец-Исраэль). В Палестине сблизился с равом Куком, которого называл «князем Торы».

## Семья
- р. Цви Йехуда Мелцер
- проф. Файвл Мелцер
- рав Аарон Котлер
- Ицхак бен Менахем

## Ученики
- рав Моше Файнштейн
- рав Элиэзер Менахем Шах
- рав Шломо Залман Ойербах
- рав Шломо Горен
- рав Йехуда Амиталь